# 草部吉見神社
草部吉見神社（くさかべよしみじんじゃ）は、熊本県阿蘇郡高森町に鎮座する神社である。旧社格は郷社。日本三大下り宮の一社。

## 由緒
神武天皇の第一皇子である日子八井命（国龍神）を主祭神とする。日子八井命は、神武天皇東征の時、高千穂より五ヶ瀬川に沿ってこの地に来て、池の大蛇を退治し、池を埋めて宮居を定められた。館は草を束ねて壁とされた事により、この地方を草部と呼ぶようになった。さらに「此社吉宮床（ここぞよきみやとこ）」と言われた事により、吉見という社号を称するようになったと伝わる。
もともと池であったという伝えの通り、鳥居より石段を百数十段下ったところに社殿が鎮座している。このため「下り宮」とも呼ばれ、鵜戸神宮（宮崎県日南市）、一之宮貫前神社（群馬県富岡市）とともに日本三大下り宮の一社とされている。明治6年郷社に列した。

## 祭神
- 日子八井命（別名国龍神、草部吉見神、年祢神。阿蘇神社では三宮に奉斎）、ほか十一神。

## 交通アクセス
- 南阿蘇鉄道高森線高森駅からタクシーで35分。
- 九州自動車道熊本インターチェンジから53㎞。